# Macerio
Genre
Synonymes
- Nicoletina Mello-Leitão, 1951

Macerio est un genre d'araignées aranéomorphes de la famille des Cheiracanthiidae.

## Distribution
Les espèces de ce genre se rencontrent au Chili et en Argentine.

## Liste des espèces
Selon World Spider Catalog (version 20.0, 17/01/2019) :
- Macerio chabon Ramírez, 1997
- Macerio conguillio Ramírez, 1997
- Macerio flavus (Nicolet, 1849)
- Macerio lanin Bonaldo & Brescovit, 1997
- Macerio nicoleti (Mello-Leitão, 1951)
- Macerio nublio Bonaldo & Brescovit, 1997
- Macerio pichono Bonaldo & Brescovit, 1997
- Macerio pucalan Ramírez, 1997

## Publication originale
- Simon, 1897 : Histoire naturelle des araignées. Paris, vol. 2, p. 1-192 (texte intégral).